# Kanton Vitry-le-François-Champagne et Der
Kanton Vitry-le-François-Champagne et Der (fr. Canton de Vitry-le-François-Champagne et Der) je francouzský kanton v departementu Marne v regionu Champagne-Ardenne. Tvoří ho 35 obcí. Kanton vznikl v roce 2015.

## Obce kantonu
| - Ablancourt - Arzillières-Neuville - Aulnay-l'Aître - Bignicourt-sur-Marne - Blacy - Blaise-sous-Arzillières - Bréban - Chapelaine - Châtelraould-Saint-Louvent - La Chaussée-sur-Marne - Coole - Corbeil - Courdemanges - Couvrot - Drouilly - Frignicourt - Glannes - Huiron | - Humbauville - Lignon - Loisy-sur-Marne - Maisons-en-Champagne - Margerie-Hancourt - Marolles - Le Meix-Tiercelin - Pringy - Les Rivières-Henruel - Saint-Chéron - Saint-Ouen-Domprot - Saint-Utin - Sompuis - Somsois - Songy - Soulanges - Vitry-le-François |